# The Fountainhead (romance)
The Fountainhead é uma obra da escritora russo-americana Ayn Rand, publicada em 1943. Mais de 6 milhões de cópias foram vendidas no mundo inteiro.
O protagonista da obra é o jovem arquiteto Howard Roark, que não aceita submeter o seu trabalho às convenções do meio. O livro deu origem ao filme homônimo, em português foi traduzido como Vontade Indômita, estrelado por Gary Cooper.